# Evenamida
La Evenamida (INN) (nombres de código de desarrollo NW-3509, NW-3509A) es un bloqueador selectivo de los canales de sodio dependientes de voltaje, que incluye (y no se limita a) los subtipos Nav1.3, Nav1.7 y Nav1.8, que se describen como antipsicótico y está siendo desarrollado por Newron Pharmaceuticals como terapia complementaria para el tratamiento de la esquizofrenia. El fármaco ha demostrado eficacia en modelos animales de psicosis, manía, depresión y agresión. Ha completado los ensayos clínicos de fase I y los ensayos clínicos de fase II se iniciaron en el tercer trimestre de 2015.